# Sénateurs désignés par le Parlement de Navarre
Les sénateurs désignés par le Parlement de Navarre représentent la Navarre au Sénat espagnol.

## Normes et désignation
La faculté pour chaque communauté autonome de désigner un ou plusieurs sénateurs au Sénat, conçu comme une chambre de représentation territoriale, est énoncée à l'article 69, alinéa 5, de la Constitution espagnole de 1978. La désignation est régie par l'article 12 du statut d'autonomie de la Communauté forale de Navarre et par le règlement du Parlement,.
Tour citoyen jouissant de ses droits civils et politiques et ayant la qualité de citoyen de Navarre peut être désigné sénateur. Le bureau du Parlement fixe le nombre de sénateurs que doit désigner le Parlement en vertu des dispositions constitutionnelles. Le bureau fixe également le délai au cours duquel les différents groupes parlementaires sont chargés de proposer des candidats. Un seul vote à bulletins secrets a lieu ; les députés ne pouvant voter que pour un seul des candidats. Sont élus sénateurs les candidats ayant réuni le plus grand nombre de voix dans la limite du nombre total de sénateurs à désigner. En cas d'égalité, le siège est attribué au candidat issu du groupe parlementaire le plus important et, si l'égalité persiste, au candidat le plus âgé.
Le mandat des sénateurs désignés prend fin le jour de la constitution de la nouvelle législature du Parlement. En cas de dissolution du Sénat, les sénateurs désignés restent en place sans nécessité d'un nouveau vote.

## Synthèse
| Indépendant |       | 1 | 1 |   |   |   |   |   |   |   | 1 |   |   |   |   |  |  |  |  |
| CDS         |       |   |   | 1 | 1 |   |   |   |   |   |   |   |   |   |   |  |  |  |  |
| EA          |       |   |   |   |   | 1 | 1 |   |   |   |   |   |   |   |   |  |  |  |  |
| CDN         |       |   |   |   |   |   |   | 1 |   |   |   |   |   |   |   |  |  |  |  |
| PSOE        |       |   |   |   |   |   |   |   | 1 |   |   |   |   |   |   |  |  |  |  |
| UPN         |       |   |   |   |   |   |   |   |   | 1 |   | 1 |   |   |   |  |  |  |  |
| Podemos     |       |   |   |   |   |   |   |   |   |   |   |   | 1 |   |   |  |  |  |  |
| Geroa Bai   |       |   |   |   |   |   |   |   |   |   |   |   |   | 1 | 1 |  |  |  |  |
|             |       |   |   |   |   |   |   |   |   |   |   |   |   |   |   |  |  |  |  |
| Total       | Total | 1 | 1 | 1 | 1 | 1 | 1 | 1 | 1 | 1 | 1 | 1 | 1 | 1 | 1 |  |  |  |  |

## Législatures

### Ire
| Parti | Parti | Sénateur désigné                          | Voix |
| ----- | ----- | ----------------------------------------- | ---- |
| Sans  |       | Ángel María Ruiz de Erenchun Oficialdegui | 25   |

- Désignation : 12 novembre 1985.

| Parti | Parti | Sénateur désigné                          | Voix |
| ----- | ----- | ----------------------------------------- | ---- |
| Sans  |       | Ángel María Ruiz de Erenchun Oficialdegui | 26   |

- Désignation : 22 mai 1986.

### IIe
| Parti | Parti | Sénateur désigné                         | Voix |
| ----- | ----- | ---------------------------------------- | ---- |
| CDS   |       | Juan José Otamendi Rodríguez-Bethencourt | 19   |

- Désignation : 5 octobre 1987.

| Parti | Parti | Sénateur désigné                         | Voix |
| ----- | ----- | ---------------------------------------- | ---- |
| CDS   |       | Juan José Otamendi Rodríguez-Bethencourt | 19   |

- Désignation : 8 novembre 1989.

### IIIe
| Parti | Parti | Sénateur désigné        | Voix |
| ----- | ----- | ----------------------- | ---- |
| EA    |       | Estebe Petrizán Iriarte | 22   |

- Désignation : 20 novembre 1991.

| Parti | Parti | Sénateur désigné        | Voix |
| ----- | ----- | ----------------------- | ---- |
| EA    |       | Estebe Petrizán Iriarte | 22   |

- Désignation : 11 juin 1993.

### IVe
| Parti | Parti | Sénateur désigné     | Voix |
| ----- | ----- | -------------------- | ---- |
| CDN   |       | José Iriguíbel Mateo | 23   |

- Désignation : 26 septembre 1995.

### Ve
| Parti | Parti | Sénateur désigné                  | Voix |
| ----- | ----- | --------------------------------- | ---- |
| PSOE  |       | Francisco Javier Sanz Carramiñana | 32   |

- Désignation : 7 octobre 1999.

### VIe
| Parti | Parti | Sénateur désigné        | Voix |
| ----- | ----- | ----------------------- | ---- |
| UPN   |       | Jesús María Laguna Peña | 26   |

- Désignation : 4 juillet 2003.

### VIIe
| Parti | Parti | Sénateur désigné                  | Voix |
| ----- | ----- | --------------------------------- | ---- |
| Sans  |       | Francisco Javier Tuñón San Martín | 38   |

- Désignation : 14 septembre 2007.

### VIIIe
| Parti | Parti | Sénateur désigné    | Voix |
| ----- | ----- | ------------------- | ---- |
| UPN   |       | Pedro Eza Goyeneche | 28   |

- Désignation : 4 juillet 2011.

### IXe
| Parti   | Parti | Sénateur désigné      | Voix |
| ------- | ----- | --------------------- | ---- |
| Podemos |       | Idoia Villanueva Ruiz | 26   |

- Désignation : 17 septembre 2015.
- Idoia Villanueva (Podemos) étant élue députée européenne, elle laisse son mandat de sénatrice désignée en juin 2019 qui n'est pas pourvu.

### Xe
| Parti | Parti | Sénateur désigné | Voix |
| ----- | ----- | ---------------- | ---- |
| GB    |       | Koldo Martínez   | 22   |

- Désignation : 26 septembre 2019.

### XIe
| Parti | Parti | Sénateur désigné | Voix |
| ----- | ----- | ---------------- | ---- |
| GB    |       | Uxue Barkos      | 21   |

- Désignation : 21 septembre 2023.